# Jacques Damourette
Jacques Damourette (* 1873; † 1943) war ein französischer Romanist und Grammatiker.

## Leben und Werk
Damourette war gelernter Architekt, lebte aber von einer Rente und übte keinen Beruf aus. In Zusammenarbeit mit seinem Neffen Edouard Pichon (1890–1940) begann er 1911 mit 38 Jahren als sprachwissenschaftlicher Laie die größte je verfasste französische Grammatik, die bis 1956 in 7 Bänden und einem Indexband auf 4549 Seiten unter dem Titel Des mots à la pensée. Essai de grammaire de la langue française (Paris 1927–1956, 8 Bde. Paris 1968–1983) erschien. Ihr Wert liegt in der großen Zahl analysierter Beispiele aus allen Jahrhunderten und Stilebenen, einschließlich der zeitgenössischen Sprechsprache, wird aber geschmälert durch eine von den Verfassern neu geschmiedete esoterische Terminologie, in die der Benutzer sich erst einarbeiten muss.

## Weitere Werke
- Traité moderne de ponctuation, Paris 1939